# Glonville
Glonville település Franciaországban, Meurthe-et-Moselle megyében. Lakosainak száma 376 fő (2022. január 1.). Glonville Azerailles, Baccarat, Deneuvre, Flin, Fontenoy-la-Joûte és Bazien községekkel határos.

## Népesség
A település népességének változása:
| Lakosok száma | 362  | 343  | 366  | 333  | 348  | 348  | 359  | 366  | 367  | 376  |
|               | 1968 | 1982 | 1990 | 2006 | 2013 | 2015 | 2017 | 2019 | 2020 | 2022 |